# Tichov
Tichov település Csehországban, a Zlíni járásban. Tichov Lačnov, Drnovice, Valašské Klobouky és Pozděchov településekkel határos. Lakosainak száma 359 fő (2024. január 1.).

## Népesség
A település lakosságának változását az alábbi diagram mutatja:
| Lakosok száma | 381  | 465  | 444  | 562  | 415  | 330  | 328  | 312  | 298  | 359  |
|               | 1869 | 1900 | 1921 | 1961 | 1980 | 2011 | 2016 | 2019 | 2021 | 2024 |